# Fürstentum Smolensk

Fürstentum Smolensk (gelb) im Jahr 1237

Das Fürstentum Smolensk war ein altrussisches Fürstentum am Oberlauf des Dnepr mit dem Zentrum in Smolensk. Zu den weiteren wichtigen Städten gehörten Toropez, Orscha, Mstislawl und Moschaisk.
Das Fürstentum entstand auf dem Gebiet des ostslawischen Stammes der Kriwitschen während der Zeit der Kiewer Rus. Seine politische Autonomie begann sich ab 1030 auszubilden. Eine wichtige Einnahmequelle war der durch Smolensk verlaufende Weg von den Warägern zu den Griechen. Unter dem Enkel von Wladimir Monomach Rostislaw Mstislawitsch wurde Smolensk unabhängig und erreichte seine größte Blüte und Macht. Im Jahr 1136 wurde in Smolensk ein eigenes Bistum gegründet, das später mit Ländereien und Privilegien ausgestattet wurde. Unter den Nachfolgern von Roman Rostislawitsch begann ab 1180 gemäß dem Senioratsprinzip die Aufspaltung des Fürstentums und der Rückgang seines Einflusses auf die gesamtrussische Politik. Gleichzeitig erlebte es Angriffe seitens der litauischen Fürsten und der deutschen Ordensritter.
Das Fürstentum wurde von der mongolischen Invasion nur teilweise in Mitleidenschaft gezogen, die Stadt selbst wurde nicht erobert und geplündert. Dennoch entrichteten auch die Smolensker Tribut an die Goldene Horde. In der zweiten Hälfte des 13. Jahrhunderts fielen Moschaisk und Wjasma von Smolensk ab, was im Kampf gegen die Litauer eine weitere Schwächung bedeutete. 1380 nahmen Truppen aus dem Fürstentum Smolensk an der Seite von Dmitri Donskoi an der Schlacht von Kulikowo teil.
Im Jahr 1404 konnte der litauische Großfürst Vytautas Smolensk erobern. Das Fürstentum Smolensk verlor seine politische Eigenständigkeit und wurde Teil des Großfürstentums Litauen. Smolensk wurde 1514 im Krieg Russlands gegen Litauen (1512–1522) vom Großfürstentum Moskau erobert. 1611, nach einer mehrjährigen Belagerung, wurde Smolensk ein weiteres Mal von Polen-Litauen besetzt. Während des Russisch-Polnischen Krieges 1654–1667 fiel Smolensk wieder an Russland, was auch im Vertrag von Andrussowo offiziell besiegelt wurde.